# CA 누에바 시카고
CA 누에바 시카고(스페인어: Club Atlético Nueva Chicago)는 아르헨티나의 수도 부에노스아이레스 서부에 있는 마타데로스를 연고로 하는 종합 스포츠 클럽의 축구팀이다. 이 팀은 1911년 7월 1일에 창단되었으며, 현재 2부 리그인 프리메라 나시오날에 참가하고 있다.
클럽의 별칭인 토리토 데 마타데로스 (Torito de Mataderos)는 마타데로스의 작은 황소란 뜻으로 1930년대 마타데로스 출신의 전설적인 복서인 후스토 수아레스의 별명에서 유래했으며, 클럽의 마스코트 또한 황소 캐릭터이다.

## 선수 명단

### 현역
참고: FIFA 자격 규정에 따라 소속된 국가대표팀 국기를 표시합니다. 선수는 복수의 FIFA 비회원국 국적을 가지고 있을 수 있습니다.
| 번호 | 포지션 | 국적 | 이름 |
| ---- | ------ | ---- | ---- |

| 번호 | 포지션 | 국적 | 이름 |
| ---- | ------ | ---- | ---- |

## 역대 감독
| 감독              | 임기        |
| ----------------- | ----------- |
| 네스토르 고로시토 | 2002 ~ 2003 |
| 세르히오 바티스타 | 2004 ~ 2005 |

틀:CA 누에바 시카고 감독